# Estanque solar

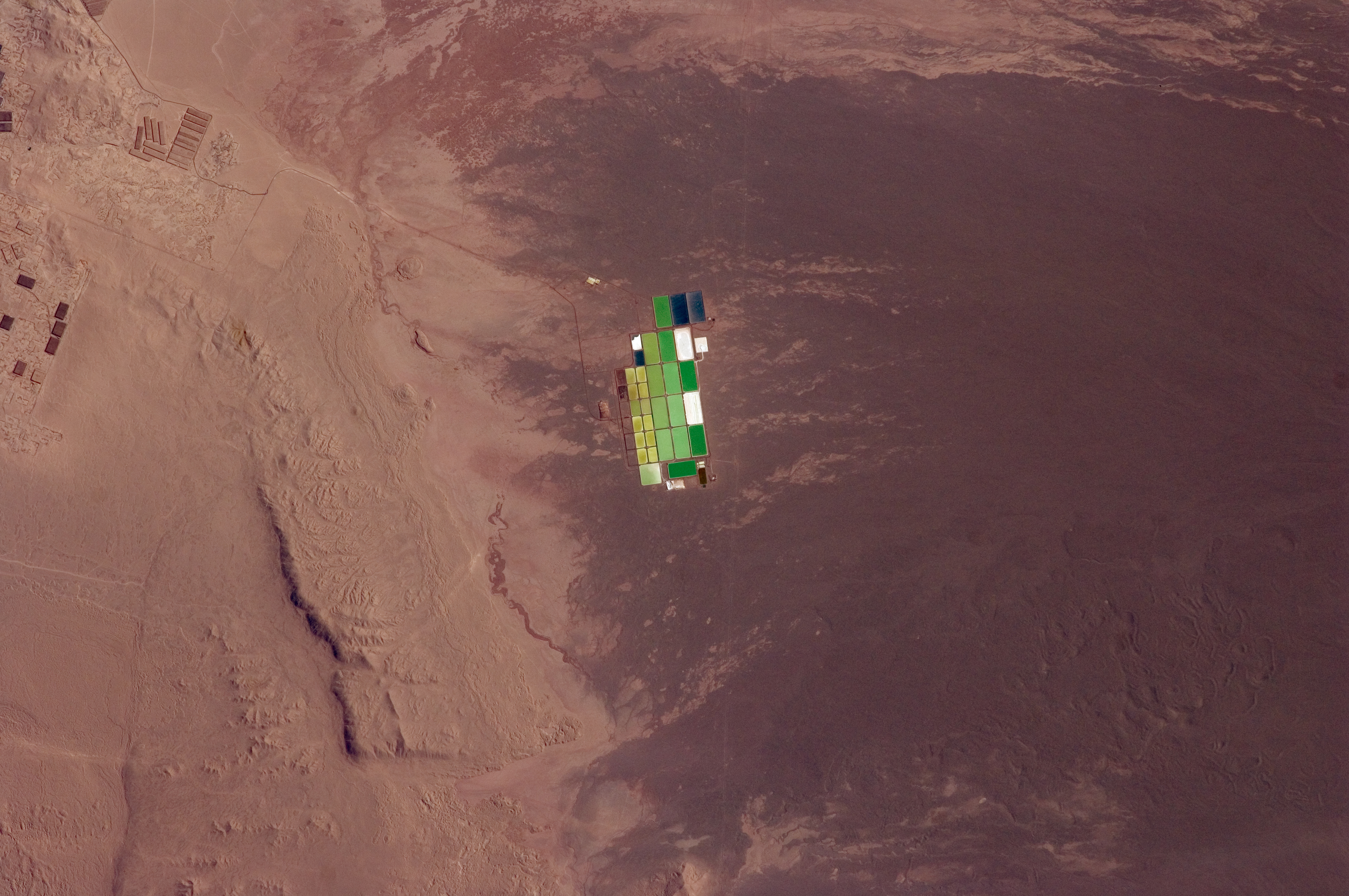
Tanques solares en el desierto de Atacama.

Un estanque solar es un receptor de energía solar de gran escala con una bodega de calor integral abasteciendo energía térmica. Un estanque solar puede ser usado para varias aplicaciones como calentamiento, desalinización de agua del océano, refrigeración, secar, y generación eléctrica basada en energía solar.
Hay 3 distintos niveles de agua en el estanque:
- El nivel más alto  tiene un contenido bajo de sal.
- El nivel más bajo que tiene un contenido alto de sal.
- Un nivel intermedio aislante con un gradiente de densidad de sal que previene el intercambio de calor por convección natural.